# 47è Festival Internacional de Cinema de Canes
El 47è Festival Internacional de Cinema de Canes es va dur a terme del 12 al 23 de maig de 1994. La Palma d'Or fou atorgada a Pulp Fiction dirigida per Quentin Tarantino.
El festival va obrir amb The Hudsucker Proxy, dirigida per Joel Coen i va tancar amb Serial Mom, dirigida per John Waters. Jeanne Moreau va ser la mestressa de cerimònies.

## Jurat

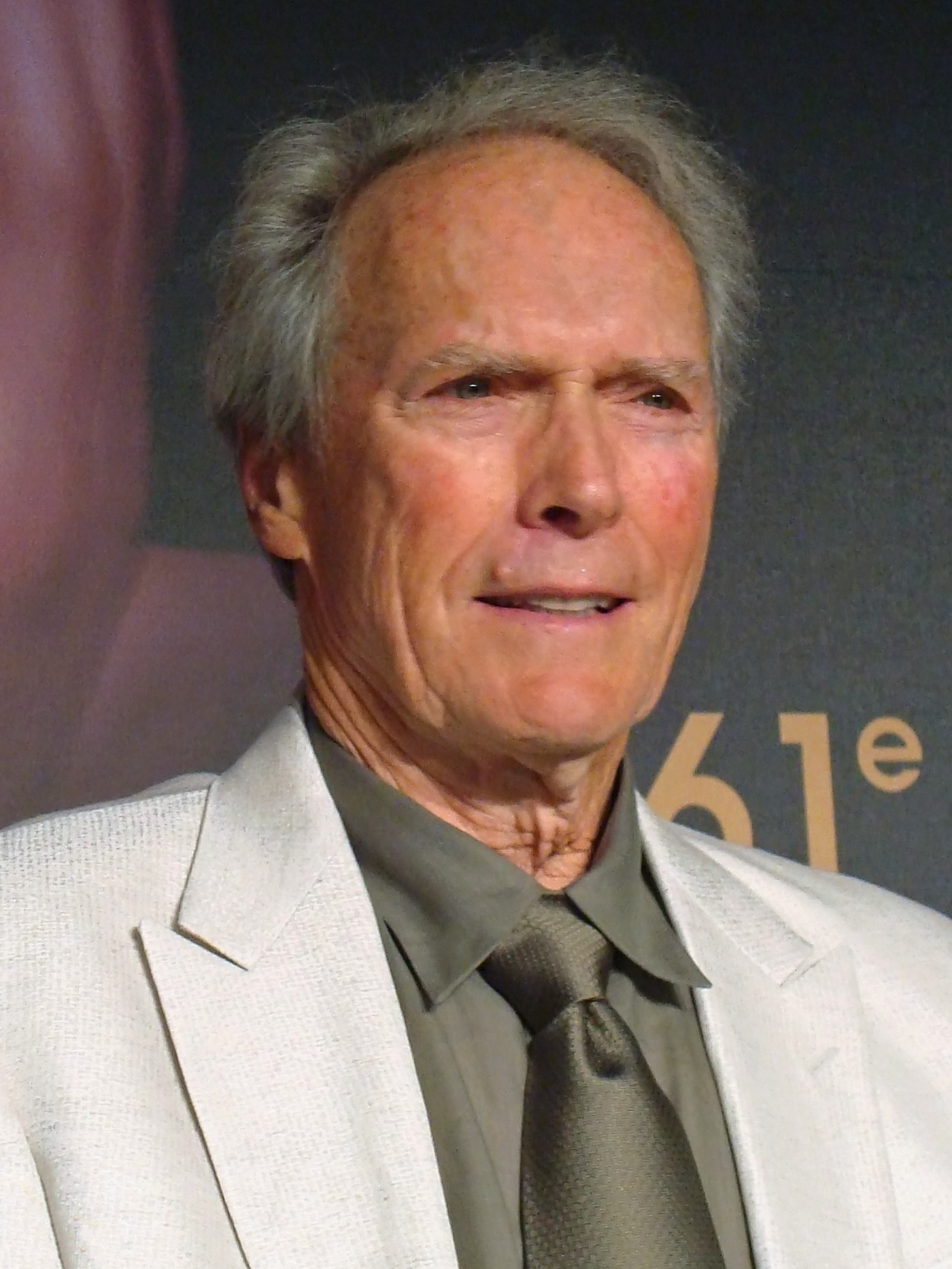
Clint Eastwood, president del jurat

### Competició principal
Les següents persones foren nomenades per formar part del jurat de la competició principal en l'edició de 1994:
- Clint Eastwood (EUA) President
- Catherine Deneuve (França) Vice president
- Pupi Avati (Itàlia)
- Guillermo Cabrera Infante (Cuba) (escriptor)
- Kazuo Ishiguro (U.K.)
- Alexander Kaidanovski (Rússia)
- Marie-Françoise Leclère (França)
- Shin Sang-ok (Corea del Sud)
- Lalo Schifrin (Argentina)
- Alain Terzian (França)

### Càmera d'Or
Les següents persones foren nomenades per formar part del jurat de la Càmera d'Or de 1994:
- Marthe Keller (Suïssa) President
- Hans Beerekamp
- Josée Brossard (França)
- Mario Dorminsky (Portugal)
- An-Cha Flubacher Rhim
- François Ode (França)
- Georges Pansu
- Jacques Zimmer (França)

## Selecció oficial

### En competició – pel·lícules
Les següents pel·lícules competiren per la Palma d'Or:
| Títol original                     | Director(s)          | País                      |
| ---------------------------------- | -------------------- | ------------------------- |
| Kurochka Ryaba                     | Andrei Konchalovsky  | Rússia                    |
| Barnabo delle montagne             | Mario Brenta         | Itàlia                    |
| The Browning Version               | Mike Figgis          | Regne Unit                |
| Utomlyonnye solntsem               | Nikita Mikhalkov     | Rússia / França           |
| Du li shi dai (獨立時代)           | Edward Yang          | Taiwan                    |
| Grosse Fatigue                     | Michel Blanc         | França                    |
| Caro diario                        | Nanni Moretti        | Itàlia / França           |
| Exotica                            | Atom Egoyan          | Canadà                    |
| The Hudsucker Proxy                | Joel Coen            | Regne Unit / Estats Units |
| Huozhe                             | Zhang Yimou          | R.P. de la Xina           |
| Mrs. Parker and the Vicious Circle | Alan Rudolph         | Estats Units              |
| Swaham                             | Shaji N. Karun       | Índia                     |
| Les patriotes                      | Éric Rochant         | França                    |
| Pulp Fiction                       | Quentin Tarantino    | Estats Units              |
| Una pura formalità                 | Giuseppe Tornatore   | Itàlia / França           |
| La Reine Margot                    | Patrice Chéreau      | França                    |
| La reina de la noche               | Arturo Ripstein      | Mèxic                     |
| Neak sre                           | Rithy Panh           | Cambodja                  |
| Trois couleurs: Rouge              | Krzysztof Kieślowski | França/ Polònia/ Suïssa   |
| Zire darakhatan zeyton             | Abbas Kiarostami     | Iran                      |
| Un été inoubliable                 | Lucian Pintilie      | Romania / França          |
| Le joueur de violon                | Charles Van Damme    | França / Bèlgica          |
| Le buttane                         | Aurelio Grimaldi     | Itàlia                    |

### Un Certain Regard
Les següents pel·lícules foren seleccionades per competir a Un Certain Regard:
- The Adventures of Priscilla, Queen of the Desert de Stephan Elliott
- Bab El-Oued City de Merzak Allouache
- Bosna! de Bernard-Henri Lévy, Alain Ferrari
- Uttoran de Sandip Ray
- Il sogno della farfalla de Marco Bellocchio
- Clean, Shaven de Lodge Kerrigan
- L'Eau froide d'Olivier Assayas
- Casa de Lava de Pedro Costa
- Drømspel d'Unni Straume
- Lekce Faust de Jan Švankmajer
- J'ai pas sommeil de Claire Denis
- I Like It Like That de Darnell Martin
- Jancio Wodnik de Jan Jakub Kolski
- Picture Bride de Kayo Hatta
- Los náufragos de Miguel Littín
- Sleep with Me de Rory Kelly
- Xinghua san yue tian de Li Yin
- Suture de David Siegel, Scott McGehee
- Les Roseaux sauvages d'André Téchiné
- Sin compasión de Francisco José Lombardi
- Xime de Sana Na N'Hada

### Pel·lícules fora de competició
Les següents pel·lícules foren seleccionades per ser projectades fora de competició:
- A Game with No Rules de Scott Reynolds
- The Dig de Neil Pardington
- The Dutch Master de Susan Seidelman
- Eau de la vie de Simon Baré
- I'm So Lonesome I Could Cry de Michael Hurst
- The Model de Jonathan Brough
- Montand de Jean Labib
- Serial Mom de John Waters
- Stroke de Christine Jeffs
- Jeungbal de Shin Sang-ok
- Wet de Bob Rafelson

### Curtmetratges en competició
Els següents curtmetratges competien per Palma d'Or al millor curtmetratge:
- Book of Dreams: Welcome to Crateland d'Alex Proyas
- El héroe de Carlos Carrera
- Lemming Aid de Grant Lahood
- Parlez Après Le Signal Sonore d'Olivier Jahan
- Passage de Raimund Krumme
- Sure To Rise de Niki Caro
- Syrup de Paul Unwin
- Una Strada Diritta Lunga de Werther Germondari, Maria Laura Spagnoli

## Seccions paral·leles

### Setmana Internacional dels Crítics
Els següents llargmetratges van ser seleccionats per ser projectats per a la trenta-tresena Setmana de la Crítica (33e Semaine de la Critique):
Pel·lícules en competició
- Clerks de Kevin Smith ( Estats Units)
- Regarde les hommes tomber de Jacques Audiard ( França)
- Zinat d'Ebrahim Mokhtari ( Iran)
- Nattevagten d'Ole Bornedal ( Dinamarca)
- Hatta Ishaar Akhar de Rashid Masharawi ( Palestina/  Països Baixos)
- El dirigible de Pablo Dotta ( Uruguai)
- Wildgroei de Frouke Fokkema ( Països Baixos)

Curtmetratges en competició
- Performance Anxiety de David Ewing ( Estats Units)
- One Night Stand de Bill Britten ( Regne Unit)
- Poubelles d'Olias Barco ( França)
- Ponchada d'Alejandra Moya ( Mèxic)
- Los Salteadores d'Abi Feijo ( Portugal)
- Home Away From Home de Maureen Blackwood ( Regne Unit)
- Off Key de Karethe Linaae ( Canadà)

### Quinzena dels directors
Les següents pel·lícules foren exhibides en la Quinzena dels directors de 1994 (Quinzaine des Réalizateurs):
- 71 Fragmente einer Chronologie des Zufalls de Michael Haneke
- A Caixa de Manoel de Oliveira
- Amateur de Hal Hartley
- Ap’to Hioni de Sotiris Goritsas
- Auf Wiedersehen Amerika de Jan Schütte
- Bandit Queen de Shekhar Kapur ( Índia)[13][14]
- Bei Kao Bei, Lian Dui Lian de Huang Jianxin
- Eat Drink Man Woman d'Ang Lee
- Faut pas rire du bonheur de Guillaume Nicloux
- Fresh de Boaz Yakin
- Katia Ismailova de Valeri Todorovski
- Les Amoureux de Catherine Corsini
- Les Silences du palais de Moufida Tlatli
- Man, God, The Monster de Collectif
- Muriel's Wedding de P.J. Hogan
- Petits arrangements avec les morts de Pascale Ferran
- Pidä Huivista Kiinni, Tatjana d'Aki Kaurismäki
- Senza pelle d'Alessandro D'Alatri
- Três Palmeiras de João Botelho
- Trop de bonheur de Cédric Kahn
- Wrony de Dorota Kedzierzawska

Curtmetratges
- 75 centilitres de prières de Jacques Maillot
- Deus ex machina de Vincent Mayrand
- Dimanche ou les fantômes de Laurent Achard
- Eternelles d'Erick Zonca
- Troubles ou la journée d'une femme ordinaire de Laurent Bouhnik

## Premis

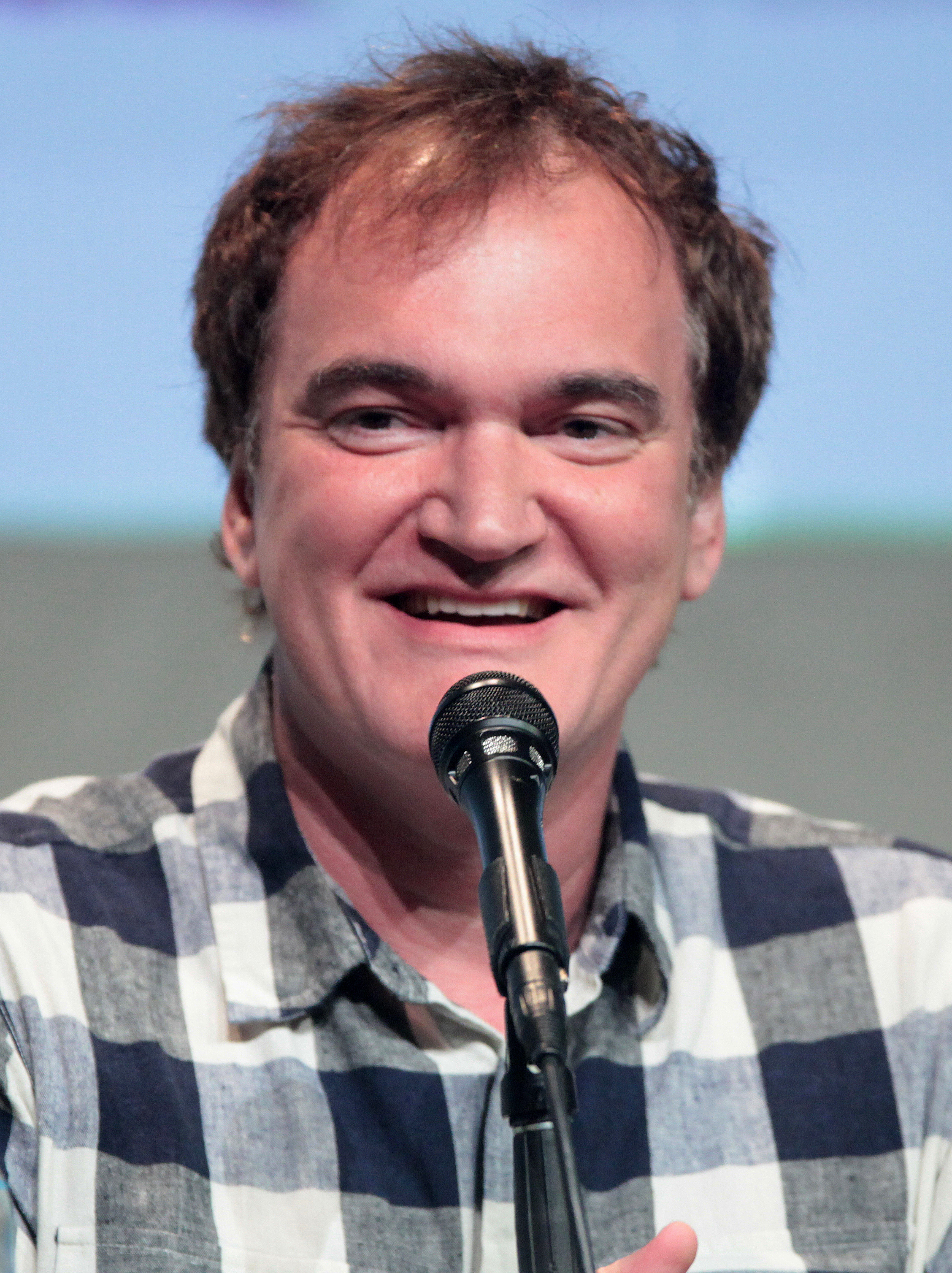
Quentin Tarantino, guanyador de la Palma d'Or

### Premis oficials
Els guardonats en les seccions oficials de 1994 foren:
- Palma d'Or: Pulp Fiction - Quentin Tarantino
- Grand Prix: 
  - Huozhe - Zhang Yimou
  - Utomlyonnye solntsem - Nikita Mikhalkov
- Millor director: Nanni Moretti per Caro diario
- Millor guió: Grosse Fatigue - Michel Blanc
- Millor actriu: Virna Lisi per La Reine Margot
- Millor actor: Ge You per Huozhe
- Premi del Jurat: La Reine Margot - Patrice Chéreau

Càmera d'Or
- Caméra d'Or: Petits arrangements avec les morts de Pascale Ferran
- Càmera d'Or- Menció especial: Samt el qusur de Moufida Tlatli

Curtmetratges
- Palma d'Or al millor curtmetratge: El héroe de Carlos Carrera
- Primer premi del Jurat: Lemming Aid de Grant Lahood
- Segon Premi del Jurat: Syrup de Paul Unwin

### Premis independents
Premis FIPRESCI
- Bab El-Oued City de Merzak Allouache (Un Certain Regard)
- Exotica d'Atom Egoyan (En competició)

Commission Supérieure Technique
- Gran Premi Tècnic: Pitof (efectes especials) a Grosse Fatigue

Jurat Ecumènic
- Premi del Jurat Ecumènic: 
  - Huozhe - Zhang Yimou[18]
  - Utomlyonnye solntsem - Nikita Mikhalkov[19]

Premi de la Joventut
- Pel·lícula estrangera: Clerks de Kevin Smith
- Pel·lícula francesa: Trop de bonheur de Cédric Kahn

Premis en el marc de la Setmana Internacional de la Crítica
- Premi Mercedes-Benz: Clerks de Kevin Smith
- Premi Canal+: Performance Anxiety de David Ewing
- Premi Kodak al Curtmetratge: Éternelles d'Erick Zonca

## Mèdia
- INA: Obertura del Festival de 1994 ((francès))
- INA: Llista de guanyadors del festival de 1994 ((francès))